# 漂白 (写真現像)
漂白（ひょうはく）は、写真・映画の現像工程において、フィルムや印画紙などの感光材料を現像した後に、行う作業である。白黒写真のリバーサル現像、カラー写真のネガ現像とリバーサル現像に必須であり、白黒ネガ現像では必要としない工程である。コダックの定義によれば、漂白は、画像を形成する金属銀をハロゲン化銀に戻す変換をする作業である。

## 概要
感光したフィルムあるいは印画紙や乾板に対して、最初に行う作業を現像（英語: developing）といい、定着させ乾燥するまでの全工程を総称して現像（英語: processing）というが、ここでは前者を現像、後者を現像プロセスとする。漂白に用いる液剤を漂白液といい、漂白液にフィルムを浸す作業を漂白とも漂白浴（ひょうはくよく）ともいう。
現像を行ない、フィルムの表面には金属銀でできた黒いネガ画像があるが、これを漂白、つまりハロゲン化銀に戻すことで、ネガはポジに反転する。このハロゲン化銀はのちに定着液のなかで除去される。わずかに溶解した銀塩は、現像直後の水洗促進浴（停止浴）あるいは漂白後の定着浴を通じて、連続的に排水されることで乳剤層から除去できる。白黒写真のリバーサルフィルムの現像プロセスにおいて、漂白浴は通常、二クロム酸カドミウムをはじめ、二クロム酸塩の重金属と硫酸のなかで行われる。これは毒性があり、皮膚に有害であり、慎重な取り扱いが必要である。カラーフィルムのポジ現像（E-6現像）では、第一現像のあとに発色現像を行い、色を結合してカラー画像を発生させ、その後に漂白浴を行い、さらに定着浴を行ないハロゲン化銀を洗浄する。
漂白を行なっている間、3価の鉄イオンは2価に還元されるが、通気を行なえば3価に戻すことができ、漂白は順調になる。この通気が不十分であったり、漂白にかける時間が少なかったり、漂白液の水温が低かったり、漂白液の希釈が薄すぎたりすると、銀が残留するばかりか、カラーフィルムでは発色が狂うことになる。
この漂白の作業を意図的にスキップする（スキップ・ブリーチ）と、カラーフィルムに銀が残った状態を生み出すことができるが、それを銀残しと呼ぶ。
写真愛好家の手現像用に、C-41現像やE-6現像の現像プロセス薬品一式をキットとして発売している場合、漂白定着液として、漂白と定着の工程をいっしょに行うことがある。

## コダックの処方
コダックは白黒リバーサルフィルム用の漂白液ブリーチR-10の処方を公開している。カルゴンS等、日本国内での業務用以外の購入は困難である。
| 物質                                    | 分量      | 備考 |
| --------------------------------------- | --------- | --- |
| 水                                      | 750 ml    | |
| カルゴンS（ヘキサメタリン酸ナトリウム） | 20.0 g    | |
| 過マンガン酸カリウム                    | 2.5 g     | |
| 硫酸 (96%)                              | 15.0 g    | 必ずかきまぜながらゆっくりと硫酸を注ぎ、絶対に逆に硫酸に上記液体を注がないこと。深刻な化学火傷を起こすことになる。 |
| 水を足してすべてで                      | 1リットル | 水温は25°Cに保つ。                                                                                                 |

## おもな漂白液
- コダック B&W リバーサルブリーチ R-10 - 漂白液、白黒リバーサルフィルム用[1]。
- コダック フレクシカラー RA ブリーチリプレニシャー NR - 漂白補充液、カラーネガフィルム用[2]。
- コダック ブリーチフィクサー RA - 漂白定着液、RA-4現像（英語版）用
- エヌ・エヌ・シー BF-A / BF-B - 漂白定着剤、カラーネガフィルム用、C-41現像用の「ナニワカラーNキット」等にセットされている[5]。
- テテナール 漂白定着液 - 漂白定着液、E-6現像用の「テテナール E6 3浴処理1Lキット」等にセットされている[6]。